# The Little Mermaid (musical)
The Little Mermaid (A Pequena Sereia em português) é um musical produzido pela Walt Disney Theatrical, baseado no filme de 1989 da Disney de mesmo nome, que tem como base a clássica história de A Pequena Sereia de Hans Christian Andersen, sobre uma sereia que sonha com o mundo acima do mar e dar sua bela voz para encontrar o amor. O libreto do musical é de Doug Wright, com música de Alan Menken e letras de Howard Ashman (escritas para o filme), com letras adicionais de Glenn Slater. O cenário subaquático do musical e os personagens aquáticos requer técnicas incomuns e estratégias para criar movimentos de deslizamento para os atores.
Depois de uma pré-Broadway estreia em Denver, Colorado, de julho a setembro de 2007, o musical começou sua prévias na Broadway em novembro de 2007 no Teatro Lunt-Fontanne, substituindo A Bela e a Fera, também da Disney. A produção inaugurou oficialmente em 10 de janeiro de 2008 e encerrou em 30 de agosto de 2009 após 685 performances e 50 prévias. Foi o trabalho de estreia da Broadway do diretor Francesca Zambello e Sierra Boggess (O Fantasma da Ópera) no papel-título.
As produções posteriores têm sido vistas em teatros regionais dos EUA e em produções internacionais, com uma versão europeia modificada em cartaz em vários países. Depois da produção do O Rei Leão (musical) no Brasil, será trazido para o país as montagens de Mary Poppins e A Pequena Sereia nos próximos anos.

## Desenvolvimento
A Disney Theatrical teve sucesso com adaptações para teatro de seus filmes musicais animados: A Bela e a Fera em 1994 e O Rei Leão em 1997. Thomas Schumacher, presidente da Disney Theatrical, propôs uma outra adaptação, desta vez de A Pequena Sereia, com o compositor Alan Menken, que compôs a música para o filme, fazer parte da equipe de produção. Schumacher inicialmente chamou o diretor e coreógrafo Matthew Bourne para dirigir o musical, mas Bourne saiu por ter visões diferentes sobre o projeto. Schumacher então convidou para o projeto Francesca Zambello , dizendo-lhe que "Nós não encontramos uma maneira de fazer a água". A experiência de Zambello com os elementos de fantasia de ópera o fez se interessar pelo projeto, e foi decidido que não haveria água, fios ou voar na produção. O dramaturgo Doug Wright, foi trazido como escritor do libreto, focando a história no desejo de Ariel não para o seu príncipe, mas para "um mundo em que ela se sente verdadeiramente realizada com seus próprios caminhos. ... Suas ambições são maiores do que um homem." Para as músicas, Menken chamou o letrista Glenn Slater, com quem ele tinha trabalhado em Nem que a vaca tussa, e juntos eles escreveram dez novas canções para o musical, acrescentando "Canções de rock dos anos 60, vaudeville, cabaré dos anos 20" ao som do show.
Ao criar o mundo subaquático no palco, Zambello pediu a sua equipe de design que usasse materiais translúcidos para criar formas abstratas e manipular a luz para dar a ilusão de aguado. A equipe de projeto consistiu de George Tsypin para os sets, Natasha Katz para a iluminação e Tatiana Noginova para os trajes, todos os três dos quais já havia trabalhado com Zambello. Para os movimentos dos artistas, o coreógrafo Stephen Mear, tinha os atores usam patins, enquanto as caudas em hastes arqueadas de aço, projetadas por Michael Curry, foram presas aos seus quadris. Sierra Boggess, a Ariel original, era uma patinadora e não teve problemas com o equipamento, mas o resto do elenco levou algum tempo para se acostumar ao calçado. A cauda de Ariel originalmente tinha um motor interior que permitiu que se mover ao acaso de forma independente, mas os mecanismos fizeram a cauda pesada e alta e eles foram removidos.
Os ensaios para a produção da Broadway começou em 29 de maio de 2007, na Rua New 42 Studios, em Nova York. O elenco tinha seis semanas de ensaios antes da estreia pré-Broadway.

### Reimaginação
Após a produção da Broadway ter fechado em 2009, o diretor Glenn Cascale foi trazido para reinventar o musical para a produção holandesa de 2012. Ele fez alterações na música e libreto, incluindo a introdução de uma nova canção, "Daddy's Little Angel" para substituir "I Want a Good Times Back", e substituindo os patins usados pelos atores para introduzir efeitos aéreos e voos para criar a ilusão de estar debaixo d'água. A nova cenografia foi feita por Bob Crowley. Após o sucesso da produção holandesa, Cascale em seguida, trabalhou com o California Musical Theatre para apresentar uma produção regional nos EUA do musical. As várias alterações introduzidas por Cascale nessas produções foram incorporadas na versão oficial do show que a Disney Theatrical licencia atualmente para produções regionais e profissionais.

## Produções

### Produção Original
Denver
O show teve uma estreia pré-Broadway, em Denver, no Ellie Caulkins Opera House de 26 de julho de 2007 a 9 de setembro de 2007. Cada assento disponível (cerca de 95 mil lugares) foram vendidos em 6 semanas.
Broadway
As prévias na Broadway do musical, começou no teatro Lunt-Fontanne em 3 de novembro de 2007 e foi temporariamente encerrada em 10 de novembro de 2007, devido a uma greve de assistentes de palco da Broadway em 2007. A greve terminou no dia 28 de novembro de 2007, e as prévias do show foram retomadas no no dia seguinte. A data oficial de abertura foi adiada de 06 de dezembro de 2007 a 10 de janeiro de 2008. Jodi Benson e Pat Carroll, que estrelaram o filme de 1989 como Ariel e Ursula, respectivamente, confirmaram a presença na cerimônia da noite de abertura.
A direção foi de Francesca Zambello, fazendo sua estreia na Broadway, com coreografia de Stephen Mear. O diretor de setes foi George Tsypin, figurinos de Tatiana Noginova e iluminação de Natasha Katz. O elenco original contou com recém-chegada Sierra Boggess no papel-título de Ariel, Sean Palmer como o príncipe Eric, Brian D'Addario e Trevor Braun alternaram como Sabidão, Norm Lewis como o Rei Tritão, Sherie Rene Scott como Ursula, Tituss Burgess como Sebastian, Tyler Maynard como Flotsam, Derrick Baskin como Jetsam, Jonathan Freeman como Grimsby, e John Treacy Egan como Chefe Louis. A produção encerrou em 30 de agosto de 2009, depois de 50 prévias e 685 performances. Thomas Schumacher, produtor e presidente da Walt Disney Theatrical disse, "seria fiscalmente irresponsável aos nossos acionistas arriscar perdas operacionais com um grande show e com meses de quedas desafiantes. Estamos fechando a produção da Broadway para se concentrar na futura vida deste longo título."
Adiamento da Turnê USA
A primeira turnê nacional do musical norte-americano já havia sido programada para começar no outono de 2010, mas foi adiado e a partir de agosto 2014, foi planejado para o outono de 2015.
Produções regionais americanas
As Produções regionais dos EUA incluíram shows em Ivins (Utah), Utah (2011,2014), St. Louis, Missouri (2011), Millburn, New Jersey (2013), Minneapolis-Saint Paul, Minnesota (2014), e em Dallas, Texas (2014). Várias mudanças foram feitas no libreto, modificando cenários e músicas, e está versão atualizada agora se tornou a versão oficial licenciada pela Disney.

### Produções internacionais
Filipinas (2011)
A Philippine Atlantis Productions garantiu os direitos para o musical que abriu em 18 de novembro de 2011 e encerrou em 11 de dezembro de 2011. As estrelas foram Rachelle Ann Go e Erik Santos como Ariel e Príncipe Eric, respectivamente. Esta é a primeira produção que incorpora elementos asiáticos em seu figurinos, cujos desenhos tiveram que ser aprovados pela Disney Theatrical. A maioria dos membros do elenco interpretaram como marionetes, ou bonecos japoneses tradicionais e fantoches do Camboja, durante algumas partes do show.
Holanda (2012)
A versão em holandês, produzida pela Stage Entertainment, é uma versão revisada. Para esta versão novas canções (como "Daddy's Little Angel") foram escritas, e algumas das canções foram omitidas (Reprise de "Sweet Child", "I Want A Good Times Back "). Bob Crowley projetou o set design, que é completamente diferente da versão americana, usando efeitos aéreos e voos para criar o conceito de nadar em vez de usar patins. O mundo acima da água é feito para olhar como um livro aberto, através de ondas de papelão e pedras. A produção é dirigida por Glenn Casale. O álbum do elenco holandês chegou a No. 3 em 2012 no gráfico holandês Album Top 100.
Rússia (2012)
A produção russa decorreu entre 05 de julho de 2012 a 13 de abril de 2014 no Teatro Rossiya em Moscou, usando o design da produção holandesa, com direção de Glenn Casale. O show é produzido pela Stage Entertainment Rússia. Esta produção ganhou dois Golden Mask National Theatre Awards de Melhor Opereta e Melhor performance para uma atriz em musical, para a interpretação de Manana Gogitidze como Ursula.
Japão (2013)
A produção japonesa inaugurou em 07 de abril de 2013 no Teatro Shiki Natsu, em Tóquio usando a versão revisada na produção holandesa por Bob Crowley e Glenn Casale, respectivamente.
Canadá (2014)
A produção canadense abriu em 13 de agosto de 2014 e ficou em exibição até 29 de agosto de 2014 no Rainbow Stage, Winnipeg, MB. Colleen Furlan estrelou como Ariel, seguida de Marc Devigne como Príncipe Eric e Jennifer Lyon como Ursula. A produção foi dirigida por Ann Hodges, coreografada por Linda Garneau e direção musical de Elizabeth Baird. O figurino usado foi o do elenco original feito pela Kansas City Costumes. Outra produção canadense abriu em 19 de novembro de 2014, no Dunfield Theatre em Cambridge, Ontario, onde ficou em cartaz até 21 de dezembro de 2014.
Brasil (2018)
A produção brasileira teve sua primeira temporada de 30 de março de 2018 a 29 de julho de 2018, no Teatro Santander em São Paulo, pelas mãos da IMM e EGG Entretenimento, e assinada pela diretora e coreógrafa Lynne Kurdziel-Formato. Foi a primeira montagem autorizada pela Disney, original do país. No elenco Fabi Bang como Ariel, Tiago Abravanel como Sebastião, Rodrigo Negrini como Príncipe Eric, Andrezza Massei como Úrsula, Lucas Cândido como Linguado e Conrado Helt como Rei Tritão. Os figurinos foram criados pelo premiado e mais requisitado figurinista do país, Fábio Namatame, que teve como ponto de partida a estética do Carnaval, trazendo também um pouco da cultura brasileira.
Brasil (2022)
A produção brasileira da IMM e EGG Entretenimento, reestrou no Teatro Santander em 17 de julho de 2022 a 27 de novembro de 2022. Novidades no elenco principal incluíram Robson Nunes no papel de Sebastião e Gabriel Vicente no papel do Príncipe Eric. A produção ficou marcada pelo fato de Gabriel Vicente ser o primeiro ator negro a interpretar o papel no Brasil. Os atores Fabi Bang, Andrezza Massei, Lucas Cândido e Conrado Helt retornaram em seus papeis originais.

## Enredo da produção original da Broadway

### Ato I

Sierra Boggess como Ariel em "Part of Your World"

Príncipe Eric, seu assessor Grimsby, e marinheiros estão a bordo de um navio no mar, discutindo as "míticas" criaturas que supostamente vivem embaixo do mar. Grimsby quer que Eric volte ao tribunal para cumprir o seu direito de primogenitura como rei. No entanto, Eric ouve uma voz bonita e ordena que ela seja seguida ("Fathoms Below").
No fundo do mar no reino de Tritão, um concerto em homenagem a um golpe de Estado frustrado de sua irmã Ursula está em andamento, sendo realizada pelas filhas de Tritão, o rei do mar. O compositor da corte do Rei Tritão, Sebastian o caranguejo, compôs uma música para as meninas executarem ("Daughters of Triton""). No entanto, a filha mais nova, Ariel, não está lá para seu solo, trazendo o show a um impasse. Ariel se esqueceu sobre o show e está nadando ao redor da superfície, admirando um novo item para sua coleção, um garfo. Ela revela que está fascinada com o mundo humano ("The World Above"). Junto com seu melhor amigo Linguado, Ariel visitas Sabidão e seus amigos gaivotas para perguntar sobre as coisas humanas que eles tem recolhidos, e ele explica-lhes erradamente ("Human Stuff").
Em outros lugar, a bruxa do mar Ursula, está planejando vingança contra seu irmão, o Rei Tritão. Ela foi banida do palácio por utilizar magia negra, e diz a seus asseclas para manter um olho em Ariel, a quem ela acha que vai ser a chave para conseguir a coroa e o tridente ("I Want a Good Times Back").
Quando Ariel retorna para casa, ela é repreendida pelo Rei Tritão, que fica furioso ao saber que ela tem ido a superfície, já que o contato entre os tritões e mundo humano é proibido. Ariel corre chateada, e Rei Tritão fala para Sebastian vigiar Ariel para se certificar de que ela não entrara em apuros. Ariel senta-se sozinha em sua gruta, que contém sua coleção de coisas humanas, e imagina vivendo no mundo humano ("Part of Your World"). Ariel e Linguado vão ver Sabidão na superfície para ver o navio do príncipe Eric de perto. A bordo, Grimsby diz a Eric que ele deve encontrar uma noiva e tomar o seu lugar como rei. Uma tempestade de repente bate, e Eric é lançado ao mar. Ariel salva de afogamento e arrasta-o para a margem. Ela percebe que está se apaixonando por ele, e promete encontrar uma maneira de estar com ele ("Part of Your World (Reprise)").
Após Ariel retornar para casa, seu comportamento fazem suas irmãs e Linguado suspeitarem de que ela está apaixonada ("She's in Love"). Em terra, Eric está determinado a encontrar a mulher que salvou sua vida, mas a única pista que ele tem é sua voz ("Her Voice"). Sebastian revela ao Rei Tritão que Ariel salvou um humano. Tritão furiosamente confronta ela sobre isso ("The World Above (Reprise)") e usa seu tridente para destruir coleção humana de Ariel. Depois que o rei vai embora, Sebastian tenta confortá Ariel, apontando as maravilhas do mundo submarino ("Under the Sea"), mas ela fica furiosa com ele por relatar a seu pai e foge junto com Linguado durante a música. Uma vez que Ariel está longe, Pedro e Juca aparecem e convencem a procurar ajuda de Úrsula ("Sweet Child").
Ariel vai ao encontro de Ursula, que apresenta um acordo: Ariel será transformada em ser humano por três dias, durante os quais ela tem que ganhar o beijo de amor verdadeiro de Eric. Se isso acontecer, ela será permanentemente humana; se não, a sua alma pertencerá a Ursula. Em troca, Ariel deve desistir de sua voz, que vai ficar na mágica conha de Ursula ("Poor Unfortunate Souls"). Ariel assina o acordo e canta na concha, depois ela se transforma em um ser humano e nada até a superfície.

### Ato II
Sebastian e Linguado trazem Ariel, recém-humana, até a costa. Sabidão e as gaivotas conversam com ela para levantar seu espírito e ajudá-la a se acostumar com suas novas pernas ("Positoovity"). Eric chega, mas quando Ariel tenta falar com ele, ela não pode falar. Eric traz Ariel de ao seu palácio, onde Carlotta, a governanta, e as empregadas dão banho e vestem Ariel. Ariel é fascinada pelo mundo dos humanos, enquanto as empregadas perguntasse por que Eric trouxe uma garota para o palácio ("Beyond My Wildest Dreams"). Essa noite o Chefe Louis cozinha o jantar para Ariel, Grimsby, e Eric, e quase cozinha Sebastian para o grand finale ("Les Poisson" / "Les Poisson (Reprise)").
Eric e Ariel passar algum tempo juntos, durante o qual Eric a ensina dançar ("One Step Closer"). Enquanto isso, Ursula está esperando ansiosamente para os três dias acabar e envia Pedro e Juca apressar as coisas ("I Want The Good Times Back" (Reprise)). Depois de uma turnê pelo reino, Eric leva Ariel em uma tranquila viagem de barco através de uma lagoa. Sebastian e Linguado veem o tempo passar, e ansiosamente tentam criar uma atmosfera romântica para Eric beijar Ariel ("Kiss the Girl"). Pouco antes de os dois se beijarem, Pedro e Juca dão um "choque elétrico" no barco, e eles nadam para longe regozijando ("Sweet Child" (Reprise)). Quando o segundo dia termina, Ariel deseja que ela tivesse mais tempo e pudesse dizer tudo a Eric, Tritão está preocupado por onde sua filha anda, Sebastian está preocupado que o tempo de Ariel como um ser humano está acabando, e Eric ainda sonha em encontrar a menina que salvou ele, mesmo ele não quer perder Ariel ("If Only - Quartet"). Sebastian retorna ao mar e diz a Rei Tritão sobre acordo de Ariel com Ursula.
No último dia de Ariel como um ser humano, Grimsby organizou um concurso para todas as princesas estrangeiras cantarem para Eric, então ele pode escolher um para sua noiva ("The Contest"). Eric não está interessado em nenhuma delas, e Ariel pede para participar, dançando para ele. Eric pega-la, mas antes que eles possam se abraçar, Ursula aparece, declarando que o sol se pôs e Ariel agora pertence a ela. Pedro e Juca pegam Ariel e levá-la de volta para o mar. O rei Tritão chega para enfrentar sua irmã, concordando em tomar o lugar de Ariel. Ursula pega o tridente e declara-se rainha ("Poor Unfortunate Souls" (Reprise)). Ela expulsa Tritão com uma onda. Durante a batalha com o navio de Eric, Ariel agarra a concha de Ursula e recupera sua voz. Ursula exige que Ariel der a concha para ela, porque o seu poder está contido dentro dele. Ariel é ferida, mas destrói a concha na hora certa, que restaura o Rei Tritão para o seu trono e sua filha.
Eric e Ariel estão reunidos na praia, e Eric pede ao Rei Tritão sua bênção para se casar com Ariel. Rei Tritão diz que é Ariel que deve responder, e ela aceita a proposta de Eric. Rei Tritão então diz adeus a sua filha (If only (Reprise)). Em homenagem a sua filha, Tritão declara paz entre os seres humanos e tritões. Ariel e Eric se casam e velejam em um navio ("Finale").

### Diferenças entre o musical e o filme
Ao adaptar o filme em um musical ao vivo, as seguintes alterações significativas foram feitas:
A sequência da perseguição do tubarão que apresenta Ariel e Linguado no início do filme foi substituída por uma nova música introdutória para Ariel em que ela admira um garfo, "The World Above". Outras novas músicas são "Human Stuff", "I Want a Good Times Back", "She's in Love", "Her Voice", "Sweet Child", "Positoovity", "Beyond My Wildest Dreams", "One Step Closer" "If Only" e "The Contest", e algumas canções do filme são estendidas, como "Fathoms Below". "Under the Sea" é igual a versão para o cinema, mas no filme ela foi realizada, enquanto Sebastian está tentando fazer Ariel parar de sonhar com Eric; no musical, a canção ocorre mais tarde, depois que o rei Tritão destrói a coleção de coisas humanas de Ariel. Em algumas produções mais recentes, no entanto, a canção é cantada para tentar como no filme.
O musical retrata Ursula como a irmã do Rei Tritão, um conceito que foi incluído em uma versão inicial do filme, mas não na versão final. Para a adaptação teatral, Ursula e Tritão são explicitamente iguais, e após a morte de seu pai, Poseidon, Ursula recebeu uma concha mágica enquanto seu irmão recebeu o tridente. Cada um governou metade dos oceanos, até crueldade e uso de magia negra de Ursula levou a Triton a depor ela e assumir o reinado do oceano inteiro. A concha de Ursula encarna seu poder, enquanto que no filme era apenas um colar de Ursula para armazenar a voz de Ariel. Ursula também usa a concha para espionar Ariel, enquanto no filme ela usou Pedro e Juca para isso. No musical, Ariel derrota Ursula destruindo a concha, ela não cresce em proporções monstruosas como no filme.
No musical, a sequência da tempestade no mar é simplificada, com Eric simplesmente caindo ao mar; seu cão, Max, não está na versão teatral, e não há explosão de pólvora. O alter ego de Ursula, Vanessa, não está incluída, omitindo assim a subtrama de lavagem cerebral de Eric, substituído pelo "The Contest". No filme, Pedro e Juca são mortos quando Ursula é acidentalmente atingida com o tridente; no musical eles nadar para longe após Ariel quebrar a concha mágica de Ursula.

## Números musicais
| Ato I - Overture - Fathoms Below† – Capitão, Marinheiros, Príncipe Eric, Grimsby - Daughters of Triton* – irmãs de Ariel - The World Above – Ariel - Human Stuff – Linguado, Gaivotas, Ariel - I Want The Good Times Back – Ursula, Pedro, Juca, Enguias - Part of Your World* – Ariel - Storm at Sea - Part of Your World (Reprise)* – Ariel - She's In Love – Irmãs, Linguado - Her Voice – Príncipe Eric - The World Above (Reprise) – O Rei Tritão - Under the Sea* – Sebastian, criaturas do mar - Under the Sea (Reprise)* – Sebastian, criaturas do mar - Sweet Child – Pedro, Juca - Poor Unfortunate Souls* – Ursula, Ariel | Ato II - Entr'acte - Positoovity – Linguado, Gaivotas - Beyond My Wildest Dreams – Ariel, empregadas, Carlotta - Les Poissons* – Chefe Louis - Les Poissons (Encore) – Chefe Louis, Cozinheiros - One Step Closer – Príncipe Eric - I Want the Good Times Back (Reprise) – Ursula, Pedro, Juca - Kiss The Girl* – Sebastian, Animais - Sweet Child (Reprise) – Pedro, Juca - If Only (Quartet) – Ariel, Príncipe Eric, Sebastian, e Rei Tritão - The Contest – Grimsby, Princesas - Poor Unfortunate Souls (Reprise) – Ursula - If Only (Reprise) – Rei Tritão, Ariel - Finale – Príncipe Eric, Ariel, Elenco - Under the Sea (Arco) – Elenco |

Música de Alan Menken e todas as letras de Glenn Slater, salvo indicação ao contrário:

* Letra por Howard Ashman
† Letra por Howard Ashman e Glenn Slater
As músicas "Where I Belong" (Eric) e o reprise de "Her Voice" de Ursula foram cortadas e o "Finale" foi re-trabalhado após a estreia em Denver. Ele incluia um breve reprise de "Fathoms Below". Além disso, o dueto entre Ariel e Eric tinha originalmente um pouco mais de tempo com uma letra poética sobre ele ser a sua terra e ela seu mar. Três outras canções foram cortadas do show antes da estreia mas estavam disponíveis em demo e vazou. Estes incluíram canções de Ursula: "Wasting Away", "All Good Things Must End", e uma versão alternativa para "Poor Unfortunate Souls (Reprise)".

### Versão Europeia
A versão europeia do show, agora em cartaz em Utrecht nos Paíse Baixos, Moscou (Moscovo) na Rússia, e Tóquio, no Japão, tem a lista de canção alterada (em ordem diferente, omitido, encurtado, substituído ou combinando canções). "I Want the Good Times Back" e seu reprise são substituídos por uma música chamada "Daddy's Little Angel". A canção "The World Above" é também o número de abertura da musical. Há dois pré-reprises de "If Only". Na primeira, o Rei Tritão, lamenta pela perda de sua esposa e a outro é cantada por Ariel após a destruição da gruta. "Human Stuff" é substituído com o diálogo. Carlotta é totalmente omitida, deixando Grimsby com suas falas.

## Elenco Original
| Personagem    | Elenco Original da Broadway                                        | Elenco Original da Montagem Brasileira |
| ------------- | ------------------------------------------------------------------ | -------------------------------------- |
| Ariel         | Sierra Boggess                                                     | Fabi Bang                              |
| Príncipe Eric | Sean Palmer                                                        | Rodrigo Negrini                        |
| Rei Tritão    | Norm Lewis                                                         | Conrado Helt                           |
| Ursula        | Sherie Rene Scott                                                  | Andrezza Massei                        |
| Sebastião     | Tituss Burgess                                                     | Tiago Abravanel                        |
| Linguado      | Cody Hanford and J.J. Singleton†, Trevor Braun and Brian D'Addario | Lucas Cândido                          |
| Sabidão       | Eddie Korbich                                                      | Elton Towersey                         |
| Limo          | Tyler Maynard                                                      | Lucas De Souza                         |
| Lodo          | Derrick Baskin                                                     | Marcelo Vasquez                        |
| Grimsby       | Jonathan Freeman                                                   | Fabio Yoshihara                        |
| Chefe Louis   | John Treacy Egan                                                   | Arizio Magalhães                       |
| Carlotta      | Heidi Blickenstaff                                                 |                                        |

† Cody Hanford e J. J. Singleton foram o primeiro atores para Linguado, mas tiveram que deixar o show logo após a abertura, porque eles tinham crescidos, e se tornando mais alto do que Serra Boggess. Foram substituídos por Trevor Braun e Brian D'Addario. D'Addario era o vocalista na gravação do elenco original e atuou na noite de abertura do show.

## Gravação do elenco original da Broadway
Disney's The Little Mermaid: Original Broadway Cast Recording,  é o álbum de elenco para musical de 2008. Foi lançado em 26 de fevereiro de 2008 pela Walt Disney Records, produzido por Alan Menken e apresenta performances do elenco roginal, que inclui Boggess, Burgess, Scott, Lewis e Korbich. A gravação contém vinte e nove canções do musical. Foi nomeado para um Grammy Award. Se classificou como a No. 26, quando entrou na parada Billboard 200 de álbuns em março de 2008, a segunda posição mais alta para um álbum de elenco lançado em 25 anos (depois de Rent).
Todas as músicas compostas por Alan Menken, Howard Ashman e Glenn Slater.
| Disney's The Little Mermaid: Original Broadway Cast Recording |                                        |                 |         |  |
| N.º                                                           | Título                                 | Performance (s) | Duração |  |
| 1.                                                            | "Overture"                             | Alan Menken     | 2:52    |  |
| 2.                                                            | "Fathoms Below"                        | Elenco Original | 2:34    |  |
| 3.                                                            | "Daughters of Triton"                  | Elenco Original | 1:19    |  |
| 4.                                                            | "The World Above"                      | Elenco Original | 1:34    |  |
| 5.                                                            | "Human Stuff"                          | Elenco Original | 2:31    |  |
| 6.                                                            | "I Want the Good Times Back"           | Elenco Original | 4:57    |  |
| 7.                                                            | "Part of Your World"                   | Elenco Original | 3:24    |  |
| 8.                                                            | "Storm At Sea"                         | Alan Menken     | 2:00    |  |
| 9.                                                            | "Part of Your World (Reprise)"         | Elenco Original | 2:02    |  |
| 10.                                                           | "She's In Love"                        | Elenco Original | 3:39    |  |
| 11.                                                           | "Her Voice"                            | Elenco Original | 3:15    |  |
| 12.                                                           | "The World Above (Reprise)"            | Elenco Original | 1:17    |  |
| 13.                                                           | "Under the Sea"                        | Elenco Original | 4:06    |  |
| 14.                                                           | "Under the Sea (Reprise)"              | Elenco Original | 1:14    |  |
| 15.                                                           | "Sweet Child"                          | Elenco Original | 1:53    |  |
| 16.                                                           | "Poor Unfortunate Souls"               | Elenco Original | 5:20    |  |
| 17.                                                           | "Positoovity"                          | Elenco Original | 4:04    |  |
| 18.                                                           | "Beyond My Wildest Dreams"             | Elenco Original | 3:03    |  |
| 19.                                                           | "Les Poissons"                         | Elenco Original | 1:54    |  |
| 20.                                                           | "Les Poissons (Reprise)"               | Elenco Original | 1:56    |  |
| 21.                                                           | "One Step Closer"                      | Elenco Original | 4:22    |  |
| 22.                                                           | "I Want the Good Times Back (Reprise)" | Elenco Original | 1:38    |  |
| 23.                                                           | "Kiss the Girl"                        | Elenco Original | 3:10    |  |
| 24.                                                           | "Sweet Child (Reprise)"                | Elenco Original | 1:12    |  |
| 25.                                                           | "If Only (Quartet)"                    | Elenco Original | 4:55    |  |
| 26.                                                           | "The Contest"                          | Elenco Original | 1:33    |  |
| 27.                                                           | "Poor Unfortunate Souls (Reprise)"     | Elenco Original | 1:51    |  |
| 28.                                                           | "If Only (Reprise)"                    | Elenco Original | 1:45    |  |
| 29.                                                           | "Finale"                               | Elenco Original | 2:33    |  |

## Recepção
A recepção do público alvo do musical, a família, foi em geral positiva. Os críticos deram o show uma resposta mista, com alguns elogiando-o, e outros chamando-o de "pouco espirituoso"  e "inchado". Ben Brantley do New York Times foi especialmente crítico, dizendo que o "charme livre" do musical é "despojado nas alterações em relação ao filme. Coerência da trama, peculiaridades cativantes dos personagens, até mesmo a sagacidade melodiosa da trilha sonora original (complementado por novas, músicas fracas...) foram engolidos por um espetáculo fora de foco." A Time, no entanto, comentou:"Foi uma das coisas mais arrebatadora que eu já vi em um palco da Broadway."

## Prêmios e Indicações
| Ano  | Cerimônia                    | Categoria                                          | Nomeação                                                    | Resultado |
| ---- | ---------------------------- | -------------------------------------------------- | ----------------------------------------------------------- | --------- |
| 2008 | Tony Awards                  | Melhor Trilha Sonora Original                      | Alan Menken (música), Howard Ashman e Glenn Slater (letras) | Indicado  |
| 2008 | Tony Awards                  | Melhor Design de Iluminação                        | Natasha Katz                                                | Indicado  |
| 2008 | Drama Desk Awards            | Melhor Atriz em Musical                            | Sierra Boggess                                              | Indicado  |
| 2008 | Drama Desk Awards            | Melhor Design de Set                               | George Tsypin                                               | Indicado  |
| 2008 | Drama Desk Awards            | Melhor Design de Iluminação                        | Natasha Katz                                                | Indicado  |
| 2008 | Outer Critics Circle Awards  | Melhor Atriz Coadjuvante em Musical                | Sherie Rene Scott                                           | Indicado  |
| 2008 | Drama League Award           | Prêmio de Performance Única                        | Sierra Boggess                                              | Indicado  |
| 2008 | Broadway.com Audience Awards | Favorito novo musical da Broadway                  | Favorito novo musical da Broadway                           | Indicado  |
| 2008 | Broadway.com Audience Awards | Atriz principal favorita em um musical da Broadway | Sierra Boggess                                              | Indicado  |
| 2008 | Broadway.com Audience Awards | Ator principal favorito em um musical da Broadway  | Tituss Burgess                                              | Indicado  |
| 2008 | Broadway.com Audience Awards | Atriz coadjuvante favorita em musical da Broadway  | Sherie Rene Scott                                           | Indicado  |
| 2008 | Broadway.com Audience Awards | Diva Performance favorita                          | Sherie Rene Scott                                           | Indicado  |
| 2008 | Broadway.com Audience Awards | Performance Revelção Favorita (Feminina)           | Sierra Boggess                                              | Venceu    |
| 2008 | Broadway.com Audience Awards | Canção nova da Broadway favorita                   | "If Only"                                                   | Indicado  |
| 2008 | Broadway.com Audience Awards | Canção nova da Broadway favorita                   | "She's In Love"                                             | Indicado  |
| 2008 | Grammy Awards                | Melhor Álbum de Gravação de Elenco                 | Melhor Álbum de Gravação de Elenco                          | Indicado  |